# Шупарский сельский совет
Шупарский сельский совет (укр. Шупарська сільська рада) — входит в состав
Борщёвского района
Тернопольской области
Украины.
Административный центр сельского совета находится в 
с. Шупарка.

## Населённые пункты совета
- с. Шупарка
- с. Худиевцы